# Simone Zucchi
Simone Zucchi (Varese, 26 februari 1971) is een voormalig wielrenner uit Italië. Hij was actief als beroepsrenner van 1997 tot 2001.

## Erelijst
1997
- 13e etappe Ronde van Portugal

1998
- 5e etappe Ronde van Slovenië

2000
- 2e etappe Circuit de Lorraine
- 6e etappe Ronde van Argentinië